# Wladimir Wladimirowitsch Iwanow
Wladimir Wladimirowitsch Iwanow (russisch Владимир Владимирович Иванов, wissenschaftliche Transliteration Vladimir Vladimirovič Ivanov; * 27. November 1943) ist ein russischer orthodoxer Theologe.

## Leben
Wladimir Iwanow studierte zuerst Kunstgeschichte an der Historischen Fakultät der Universität Sankt Petersburg und danach Theologie an der Moskauer Geistlichen Akademie, wo er zum Dr. theol. promoviert wurde.
Von 1975 bis 1987 nahm er eine Lehrtätigkeit an der Moskauer geistlichen Akademie und Seminar wahr. 1987 wurde er Chefredakteur der Zeitschrift Stimme der Orthodoxie. Iwanow war Gastprofessor an der katholisch-theologischen Fakultäten der Universitäten Frankfurt am Main (1991) und Wien (1994) und hielt Gastvorlesungen an der Universitäten Houston, Austin, Lubbok (USA, 1993). 1994 erhielt er Lehraufträge an der evangelisch-theologischen Fakultät der Humboldt-Universität Berlin und an der Johann Wolfgang Goethe-Universität Frankfurt am Main (Historisches Seminar/Osteuropäische Geschichte) (1994 bis 1998).
Von 1995 bis 1998 nahm er eine Gastprofessur an der Ausbildungseinrichtung für Orthodoxe Theologie der Universität München wahr und wurde am 7. April 1999 zum Professor für Praktische Theologie an der Ausbildungseinrichtung der Universität München ernannt.

## Mitgliedschaften
- 1994–1998: Studienausschuss der Konferenz Europäischer Kirchen (KEK)

## Schriften
- Russland und das Christentum. Verlag für Interkulturelle Kommunikation, Frankfurt am Main 1995, ISBN 3-88939-371-3.
- mit Konstantinos Nikolakopoulos & Athanasios Vletsis (Hrsg.): Orthodoxe Theologie zwischen Ost und West. Festschrift für Prof. Theodor Nikolaou. Lembeck, Frankfurt 2002, ISBN 3-87476-401-X